# 粉絲俱樂部
粉絲俱樂部（英語：Fan Club），是一種由藝人、流行樂團、運動選手、隊伍或企業等對象的粉絲所構成的非營利團體。存在由被支持者親自設置的公設粉絲俱樂部（Official Fan Club，縮寫OFC），和粉絲自行運營的私設粉絲俱樂部，而在這當中亦有獲得被支持者本人所公認的情況。根據不同情況，也可以稱為同好會、粉絲團、應援團、加油團或助威團。如應援對象為歌手或樂團，則該俱樂部可稱為歌迷會，而應援對象為演員的話則稱為影迷會。
一般而言，加入粉絲俱樂部需支付入會費和年會費，作為主要運營資金。但由製造業和品牌所成立的粉絲俱樂部，為提高宣傳效果，亦有免入會費和年會費的情況。

## 成立團體
支持者在成立一個正規並嚴謹的粉絲俱樂部時，多半會事先向應援對象提出許可申請，徵求應援對象的同意，才有可能得到官方的有效公認。公認的粉絲俱樂部至少須在提出團隊名字、代表人姓名、聯繫方式、幹部成員姓名及人數等有效資訊。

## 應援對象
- 偶像、流行樂團
- 演員、劇團、聲優（個人或組合）
- 運動員、運動隊伍（尤其以職業運動員聞名，例如職業棒球隊或職業足球俱樂部等）
- 漫畫家
- 作家
- 製造業、品牌
- 廣播台
- 在網際網路上進行某些活動者

其他

## 會員福利
- 發放會員證
- 贈送紀念品、會員限定商品、簽名板等
- 寄送會報誌（亦有會提供附加上官方網站SSL設定的會員用區域的情況）
- 門票優先販售、折扣券、免費邀請
- 參加會員限定活動（粉絲聚會、簽名會、握手會、攝影會等，會員證即成為入場許可證）
- 發送會員限定情報、寄送直郵廣告
- 販售相關商品、根據購買金額賺取點數或兌換
- 會員專用諮詢・提問窗口（會比一般民眾的提問優先回答）

其他